# Flughafen Waterbury-Oxford

i7
i11
i13
Der Waterbury-Oxford Airport (IATA-Code: OXC, ICAO-Code: KOXC)  ist ein Flughafen auf 7 m Seehöhe, 5 km nördlich von Oxford, Connecticut, Vereinigte Staaten. Der Flughafen wurde Dezember 1969 eröffnet. Seine Fläche beträgt 172 ha und er hat eine Asphaltpiste mit 1768 m Länge und 30 m Breite.

## Flugbetrieb
Der Flughafen ist Sitz der Fluggesellschaft Tradewind Aviation, die Ziele im Nordosten der USA, in Kanada und in der Karibik ansteuert. Mit Clay Lacy Aviation ist einer der größten Anbieter von privaten Flugcharterdiensten in den USA  präsent. Im Jahr 2022 haben 29.664 Flugbewegungen stattgefunden, davon waren 12.078 lokale Bewegungen, 16.289 Zwischenlandungen, 3.126 Air Taxi-Flüge und 1.171 militärische Flüge. 111 einmotorige und 11 zweimotorige Turboprop-Flugzeuge, 32 Jetflugzeuge und drei Helikopter waren 2022 hier stationiert.

## Erweiterung
Ein umfangreicher Erweiterungs- und Sanierungsplan, inklusive Erneuerung der Einsatzfahrzeuge, mit einem Volumen von 155 Mio. US-Dollar wird seit 2018 ausgeführt und soll 2038 abgeschlossen sein.

## Zwischenfälle
- Am 13. Januar 2010 flog eine Glasair III (N540WF) während eines visuellen Anflugs in der Abenddämmerung auf eine Landebahn weit unterhalb des Anflugwegs und kollidierte auf dem letzten Anflugabschnitt mit Stromleitungen. Der Pilot wurde getötet. Wahrscheinliche Ursache: Das Versäumnis des Piloten, bei Sichtverhältnissen in der Dämmerung einen ordnungsgemäßen Anflugweg einzuhalten, was zu einer Kollision mit Stromleitungen während des Fluges führte.[8]